# Адэр (округ, Айова)
Адэ́р (англ. Adair County) — округ в США, штате Айова. На 2000 год численность населения составляла 8243 человек. По оценке бюро переписи населения США в 2009 году население округа составляло 7350 человек. Окружным центром является город Гринфилд.

## История
Округ Адэр был сформирован 15 января 1851 года.

## География
По данным Бюро переписи США, общая площадь округа равняется 1 500 км², из которых 1 470 км² суша и 2,6 км² или 0,18 % это водоемы.

### Основные шоссе
- Федеральная автострада 80
- Шоссе 6
- Автострада 25
- Автострада 92

### Соседние округа
- Гатри (Айова) — север
- Мадисон (Айова) — восток
- Юнион (Айова) — юго-восток
- Адамс (Айова) — юго-запад
- Касс (Айова) — запад

## Демография
По данным переписи населения 2000 года в округе проживало 8243 жителей. Среди них 20,9 % составляли дети до 18 лет, 22,3 % люди возрастом более 65 лет. 51,1 % населения составляли женщины.
Национальный состав был следующим: 98,6 % белых, 0,2 % афроамериканцев, 0,1 % представителей коренных народов, 0,6 % азиатов, 1,3 % латиноамериканцев. 0,5 % населения являлись представителями двух или более рас.
Средний доход на душу населения в округе составлял $17262. 10,0 % населения имело доход ниже прожиточного минимума. Средний доход на домохозяйство составлял $44824.
Также 87,8 % взрослого населения имело законченное среднее образование, а 11,2 % имело высшее образование.